# Étioplaste
Les étioplastes sont soit des chloroplastes pas encore différenciés, soit des chloroplastes étiolés par manque de lumière. Ils sont généralement rencontrés dans les plantes ayant poussé à l'obscurité. Si une plante est transférée dans le noir pendant plusieurs jours, ses chloroplastes fonctionnels s'étioleront et perdront leurs pigments actifs pour devenir des étioplastes. Ce processus est réversible et ces étioplastes redeviendront des chloroplastes s'ils sont à nouveau exposés à la lumière. Les étioplastes étant des plastes dépourvus de pigments, ils peuvent être considérés comme des leucoplastes.
Ces organites spécifiques des cellules végétales contiennent des corps prolamellaires, membranes composés d'agrégats d'arrangement semi-cristallins de tubules ramifiés, contenant les pigments précurseur de la chlorophylle. Ces corps prolamellaires forment souvent (et peut-être toujours) des figures géométriques.
Les étioplastes sont convertis en chloroplastes à la suite de la stimulation de la synthèse de chlorophylle par la phytohormone cytokinine, peu de temps après une exposition à la lumière. Les thylakoïdes et les grana dérivent des corps prolamellaires pendant ce processus.

## Comparaison

Les différents types de plastes.

Interconversions plastidiales.

Proplaste
- Plaste
  - Chloroplaste et étioplaste
  - Chromoplaste
  - Leucoplaste
    - Amyloplaste
      - Statolithe

    - Oléoplastes
    - Protéinoplaste